# شهرستان ترستن (نبراسکا)
شهرستان ترستن، نبراسکا (به انگلیسی: Thurston County, Nebraska) یک سکونتگاه مسکونی در ایالات متحده آمریکا است که در نبراسکا واقع شده‌است.

## خصوصیات
شهرستان ترستن ۱٬۰۲۶ کیلومترمربع مساحت دارد.